# Хміль японський
Хміль японський (Humulus japonicus) — вид рослин з родини коноплевих (Cannabaceae), поширений у Східній Азії.

## Опис
Трава, однорічна, витка, 0.5–2.5 м. Стебла зазвичай гіллясті. Листя: черешки зазвичай довші ніж пластини. Листові листки серцеподібні, 5–9-лопатеві, 5–12 см, поля дрібнозубчасті, верхівка загострена. Суцвіття: тичинкові суцвіття прямостійні, 15–25 см; маточкові суцвіття конусоподібні, яйцеподібні. Супліддя маятникоподібні, зелені, конусоподібні, яйцеподібні до довгасті, (1)1.5–3(4) см. Сім'янки жовто-коричневі, яйцеподібно-кулясті, від роздутих до сочевицепдібних, 4-5 мм, без залоз. 2n = 20, включаючи 6 хромосом, що стосуються визначення статі.

## Поширення
Поширений у Східній Азії (Китай, Японія, Корея, Тайвань, Росія, В'єтнам); натуралізований на сході США, на південному сході Канади, у Франції, Італії, Угорщині, Словенії; також культивується.

## Використання
Декоративна рослина. Оскільки склад та хімія H. japonicus відрізняються від Humulus lupulus цей вид не використовується у виробництві пива.

## Галерея

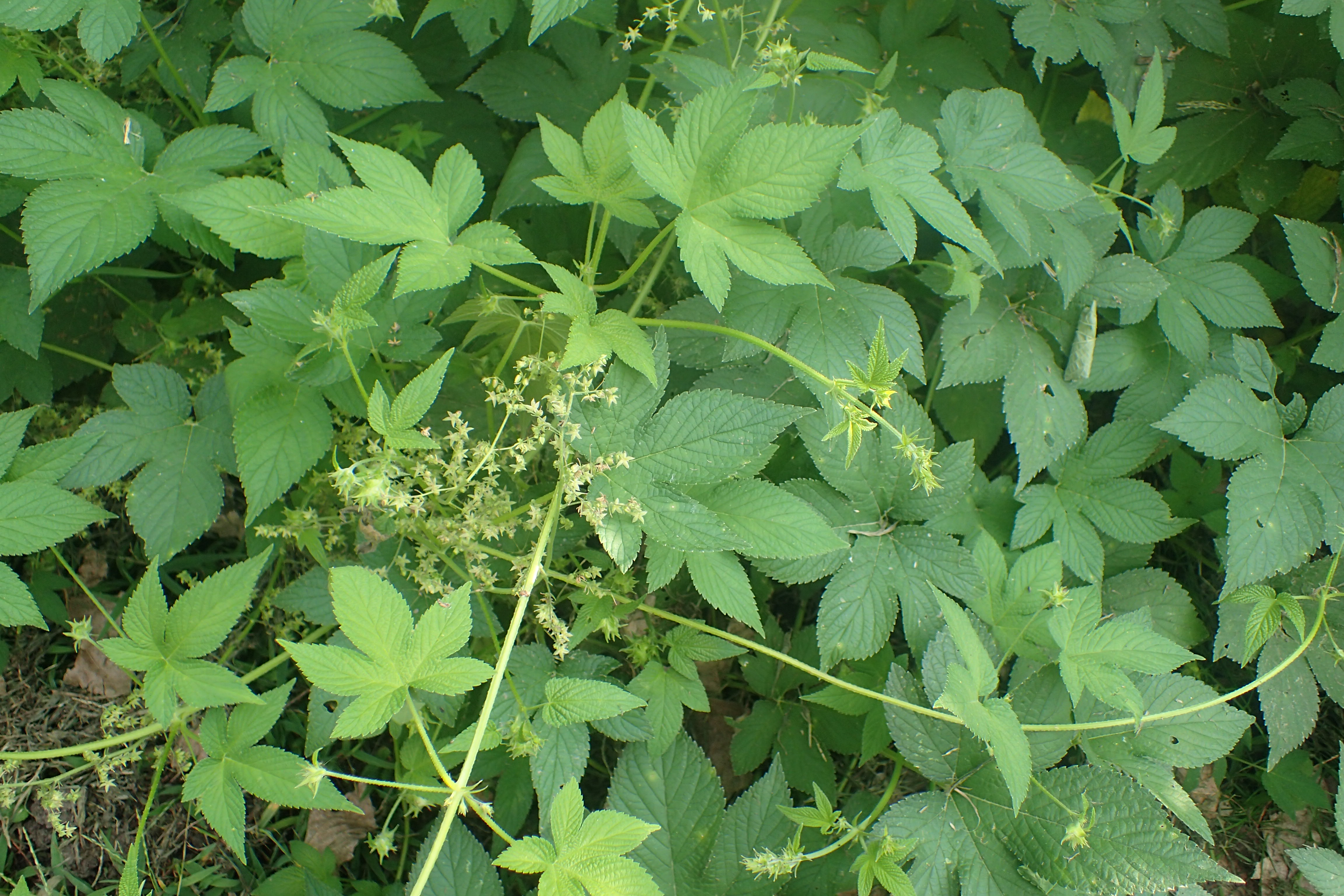
листя
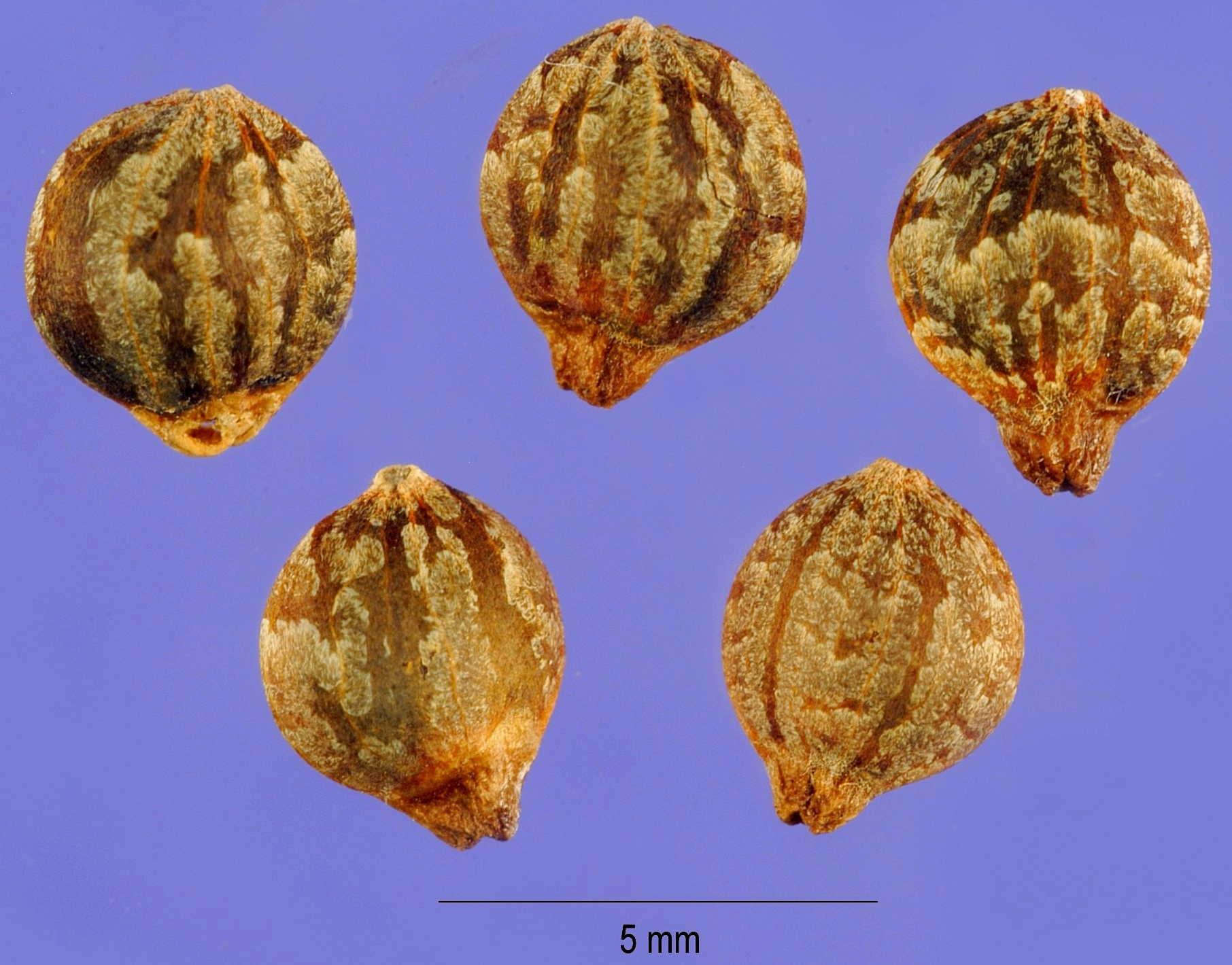
насіння